# Accident de Daharki

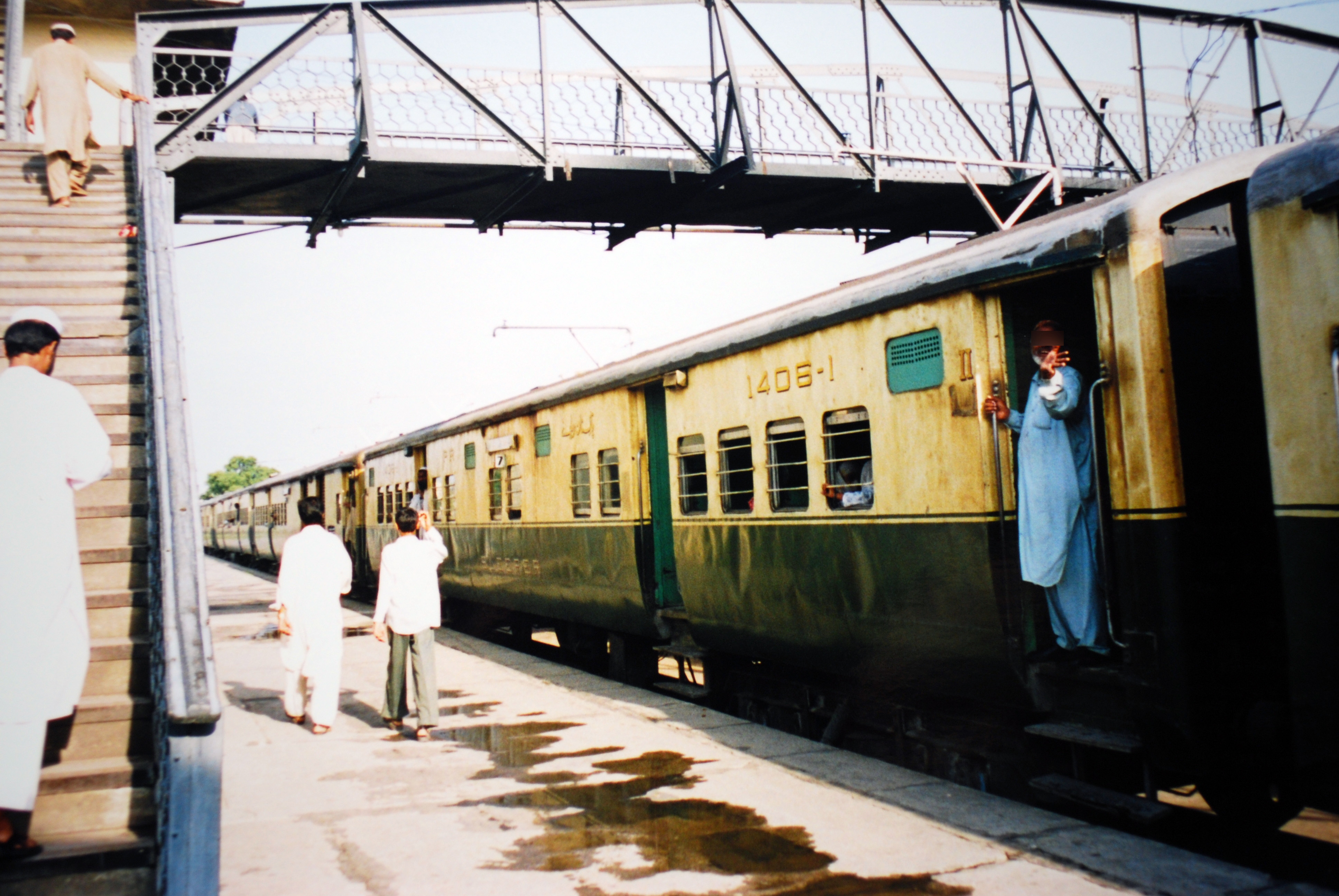

L'accident de Daharki est survenu dans la matinée du 7 juin 2021, lorsque deux trains de la Pakistan Railways sont entrés en collision près de Daharki, dans le district de Ghotki, dans le nord de la province méridionale du Sind. Cet accident a emporté la vie de 65 personnes et blessé au moins 150 autres. Le Millat Express, le train en provenance de Karachi vers Sargodha, a déraillé sur la voie opposée. Le Sir Syed Express, venant de Rawalpindi et en direction de Karachi, a percuté le train déraillé.
L'accident s'est produit entre les gares de Raiti et Daharki, vers quatre heures du matin alors que la plupart des passagers dormaient. Il y avait 703 passagers à bord du Millat Express et 502 passagers sur le Sir Syed Express. Umar Tufail, chef de la police du district de Ghotki, a déclaré que jusqu'à vingt-cinq personnes étaient restées piégées dans les voitures. Le commissaire adjoint de Ghotki, Usman Abdullah, a indiqué qu'environ treize à quatorze bogies avaient déraillé en raison de l'accident et que six à huit d'entre eux ont été « complètement détruits ».
Le Premier ministre Imran Khan a expliqué être « choqué par cet horrible accident » et a ordonné une enquête. Le ministre fédéral des Chemins de fer (en) Azam Khan Swati (en) a précisé qu'une « enquête de haut niveau » a été ordonnée pour déterminer la cause de la collision, ajoutant qu'il reste à déterminer si l'accident était le résultat d'un sabotage ou de la mauvaise qualité de la voie.